# Сосовський Олександр Олександрович
Сосовський Олександр Олександрович (нар. 22 вересня 1988, м. Рожище, Волинська область) — український військовослужбовець, старший лейтенант 93-ої окремої механізованої бригади Холодний Яр Збройних сил України, політолог міжнародник, комунікаційник, продюсер.

## Життєпис
2005 року закінчив Рожищенську загальноосвітню школу № 2. 
У 2012 здобув ступінь магістра міжнародних відносин Київський національний університет імені Тараса Шевченка, Інститут міжнародних відносин.
Починаючи з 2013 року працював на різних посадах на телебаченні, від комунікаційника до продюсера. Організовував футбольні трансляції, в тому числі матчі Ліги чемпіонів та Ліги Європи УЄФА, ігри національної збірної України в рамках відбору до чемпіонатів Світу та Європи, а також Ліги націй.
У 2018 році працював на фінальному матчі Ліги чемпіонів в Києві, один із продюсерів церемонії відкриття фіналу ЛЧ УЄФА 2018.
З 2019 року співзасновник комунікаційного агентства, яке займається державними, корпоративними та соціальними проектами, як на локальному так і на міжнародному рівні. Сфери діяльності агентства: політика, культура, спорт, технології, безпека та ін.

## Нагороди і відзнаки
- орден Богдана Хмельницького ІІІ ст. (4 лютого 2016) — за особисту мужність, самовідданість і високий професіоналізм, виявлені у захисті державного суверенітету та територіальної цілісності України, вірність військовій присязі[1];
- медаль «За військову службу Україні» (17 червня 2022) — за особисту мужність і самовіддані дії, виявлені у захисті державного суверенітету та територіальної цілісності України, вірність військовій присязі[2].

## Цікаві факти
- 2010 року брав участь у всеукраїнському екстремальному проекті БУМ (Битва українських міст), у якому 26 команд з 26 міст країни боролися за право називати своє місто Кращим містом України. Зйомки телевізійного шоу проходили в Аргентині, а команда міста Луцьк, у якій Олександр брав участь, вийшла до фіналу змагань і зайняла третє місце. Капітаном команди був український співак Олександр Положинський.

- Брав участь у створенні Відкритого університету Майдану.